# Satsvarupa dasa Goswami
Steve Guarino meglio conosciuto come Satsvarupa dasa Goswami (IAST: Satsvarūpa Dāsa Gosvāmī Devanagari: सत्स्वरूप दास गोस्वाम) (New York, 6 dicembre 1939) è un mistico, vaishnava, statunitense.
Discepolo di Sua Divina Grazia AC Bhaktivedanta Swami Prabhupada che appartiene alla catena disciplica fondata da Caitanya Mahaprabhu, che si colloca filosoficamente nell'ambito del Bhakti Yoga e della Brahma Gaudiya sampradāya. Tra i primi discepoli del fondatore del movimento Hare Krishna (ISKCON), che si propone di "esportare" il vaishnavismo in Occidente, Satsvarupa è anche autore di numerosi scritti, tra i quali il volume di 1.500 pagine sulla biografia del suo maestro A.C. Bhaktivedanta Swami Prabhupada.

## Biografia
Steven Guarino nasce a New York da padre italo-americano e madre di famiglia irlandese, entrambi di religione cattolica. Cresce nei sobborghi del Queens fino alla fine del secondo conflitto mondiale, poi si trasferisce nello Staten Island, un luogo più a contatto con la natura.
Al college vive una rivoluzione intellettuale, sopprimendo tutti i principi religiosi coltivati in gioventù a favore di una visione marxista della società. Guarino in questi anni è attratto dalla riflessione intellettuale e comincia a studiare filosofia e letteratura e, parallelamente, attua un distacco dalla Chiesa e da ciò che rappresentava i valori familiari. I professori lo incoraggiano a sviluppare le sue abilità nello scrivere, che già dagli undici anni aveva cominciato a coltivare scrivendo racconti satirici, mentre a 17 anni inizia a tenere un diario nel quale narra la sua confusione nella ricerca della verità. Per l'autore scrivere è un modo per riflettere, meditare ed esprimere pensieri in forma più “solida” imprimendoli sulla carta.
Proprio quando scopre la realtà effervescente del Lower East Side a New York, deve partire per la Marina (gennaio del 1962); il padre infatti aveva sempre incoraggiato il figlio ad intraprendere la carriera militare, cosa che lui non ha mai sopportato. La nave attraversa l'Atlantico per poi percorrere le coste della Spagna, Francia, Italia, Grecia, l'isola di Cipro e la Turchia. Lavora nell'ufficio informazioni della nave dove inizia la pubblicazione di un giornale nel quale inserisce articoli sulla marina, recensioni di libri e altro ancora, cercando quindi di continuare lo stesso lavoro che faceva al college. Sono anni difficili che comunque sono serviti per rafforzare il suo spirito.
Nel luglio 1966 conosce Bhaktivedanta Swami Prabhupâda , un monaco indiano da poco giunto in America per predicare i valori devozionali della tradizione orientale. È un incontro che cambia radicalmente la vita di Guarino, dandogli nuova linfa nella sua ricerca e modellandola totalmente. Ne diventa in breve tempo discepolo e convoglia le sue attività nello sviluppo del movimento ISKCON appena fondato. Dall'iniziazione prende il nuovo nome di Satsvarupa Das. Il percorso artistico dell'autore, attraverso i libri tradotti e commentati dal suo maestro, scopre quella direzione che tanto mancava nei primi anni di ricerca personale. Scrive articoli e dirige la rivista del Movimento (Back To Godhead) ed anche un libro d'introduzione a questa nuova conoscenza che doveva avere carattere accademico.
Dopo la dipartita di Swami Prabhupada, avvenuta nel novembre del 1977, Satsvarupa diviene uno dei maestri spirituali del Movimento che all'epoca ha raggiunto una dimensione mondiale. La scrittura ridiventa una parte importante della vita dell'autore , e questa riscoperta avviene abbinando scritti inerenti alle pratiche devozionali a diari nei quali racconta i viaggi da un paese all'altro nella sua attività di predicazione. In questi anni, da un tipo di scrittura vicina allo stile del maestro, scopre ed approfondisce un suo personale modo d'espressione.
Nel 2003 si trasferisce a San Francisco e nel 2006 in Messico (San Miguel Allende). Dopo quasi un anno decide di ritornare nel nord-est degli Stati Uniti, dove continua la sua ricerca e il ruolo di guida per i molti discepoli sparsi nel mondo.

## Opere
- Srila Prabhupada - ha costruito una casa in cui il mondo intero può vivere, Ed. Bhaktivedanta Book Trust, 1983, ISBN 0-89213-133-0
- Śrīla Prabhupāda-līlāmŗta, Ed. Bhaktivedanta Book Trust, Los Angeles, 1980
- -, Readings in Vedic Literature: The Tradition Speaks for Itself, 1976, ISBN 0-912776-88-9.
- -, Japa Reform Notebook, 1982, ISBN 0-911233-39-3.
- -, Prabhupada Lila, 1983, ISBN 0-911233-36-9.
- -, Remembering Srila Prabhupada. Vol 1-4, 1983, ISBN 0-911233-13-X.
- -, Life with the Perfect Master, giugno 1983, ISBN 0-911233-17-2.
- -, Vaisnava Behavior, gennaio 1983, ISBN 0-911233-18-0.
- -, Prabhupada Nectar Vol 1-5, 1984, ISBN 0-911233-22-9.
- -, Reading Reform, 1985, ISBN 0-911233-28-8.
- -, Under the banyan tree, ottobre 1986, ISBN 0-911233-35-0.
- -, Entering the Life of Prayer, 1987, ISBN 0-911233-97-0.
- -, Ista-gosthi vols. 1-3, 1988-1990.
- -, Prabhupada Meditations Vol 1-4, 1991.
- -, Begging for the Nectar of the Holy Name, dicembre 1992, ISBN 0-911233-98-9.
- -, Living with the Scriptures, novembre 1990, ISBN 0-911233-26-1.
- -, Memories, 1997, ISBN 0-911233-69-5.
- -, Shack Notes: Moments While at a Writing Retreat, 1995, ISBN 0-911233-91-1.
- -, A Poor Man Reads the Bhagavatam. Vols, 1995.
- -, Japa Walks, Japa Talks, 1995, ISBN 0-911233-58-X.
- -, One Hundred Prabhupada Poems, aprile 1995, ISBN 0-911233-59-8.
- -, Radio Shows, giugno 1995, ISBN 0-911233-60-1.
- -, Niti-Sastras: Sayings of Canakya and Hitopadesa As Quoted by Srila Prabhupada, luglio 1995, ISBN 978-0-911233-61-2.
- -, Churning the Milk Ocean,, novembre 1995, ISBN 0-911233-63-6.
- -, The Daily News: All Things Fail Without Krsna, 1995, ISBN 0-911233-55-5.
- -, My Relationship With Lord Krishna, giugno 1995, ISBN 0-911233-57-1.
- -, Dear Sky: Letters from a Sannyasi, 1996, ISBN 0-911233-99-7.
- -, From Copper to Touchstone: Favorite Selections from the Caitanya-Caritamrta, giugno 1996, ISBN 0-911233-66-0.
- -, Photo Preaching, giugno 1996, ISBN 0-911233-65-2.
- -, Gentle power: Collected poems, 1995-1996, 1996, ISBN 0-911233-67-9.
- -, The Wild Garden: Writings from 1990-1993, 1996, ISBN 0-911233-54-7.
- -, The Qualities of Sri Krsna, 1998, ISBN 0-911233-64-4.
- -, My Letters from Srila Prabhupada vols 1-3, 1986, ISBN 0-911233-84-9.
- -, Cc Asraya: A Diary While Attempting to Read Sri Caitanya-Caritamrta,, novembre 1997, ISBN 0-911233-34-2.
- -, Every Day, Just Write vols. 1-19, 1997.
- -, Passing Places, Eternal Truths, gennaio 1998, ISBN 0-911233-31-8.
- -, The Waves at Jagannatha Puri and Other Poems, giugno 1998, ISBN 978-0-911233-30-8.
- -, From Matter to Spirit: Paintings, Poems, and Improvisations, novembre 1999, ISBN 0-911233-39-3.
- -, From Imperfection, Purity Will Come About, maggio 1999, ISBN 0-911233-52-0.
- -, Vaisnava Compassion, giugno 2001, ISBN 0-911233-25-3.
- -, Stowies, settembre 2002, ISBN 0-911233-04-0.
- -, Write and Die, ottobre 2006, ISBN 0-911233-85-7.
- -, Visitors, gennaio 2007, ISBN 0-911233-50-4.
- -, Human at Best, novembre 2008, ISBN 0-911233-95-4.